# Jeepster Commando
O Jeepster Commando é um automóvel que foi produzido pela primeira vez pela Kaiser Jeep em 1966 para competir com o International Scout, Toyota Land Cruiser e Ford Bronco. Quatro modelos diferentes estavam disponíveis: picape, conversível, roadster e perua. O Jeepster permaneceu em produção depois que a American Motors Corporation (AMC) comprou a linha Jeep da Kaiser em 1970. Após a aquisição da AMC, o Jeepster Commando C101 (distância entre eixos de 101") cresceu constantemente em popularidade. Em 1972, a AMC encurtou o nome do veículo para Commando C104 , estendeu a distância entre eixos para 104" e mudou o design frontal para aceitar o AMC I6 e V8 304ci, semelhante ao Ford Bronco. A nova configuração, anteriormente um best-seller da AMC, rapidamente fez com que a linha caísse em popularidade e foi retirada de produção em 1973; foi substituído pelo Cherokee. O Jeepster é um ancestral da moderna família Jeep produzida pela Chrysler.
Existem vários clubes de entusiastas do Jeepster nos Estados Unidos.
A Willys-Overland, os produtores originais do "Jeep" (originalmente fabricado para uso militar), também produziu o "Jeepster" de 1948 até cerca de 1950. Este veículo levou às produções posteriores da Kaiser.